# Salomon Munk

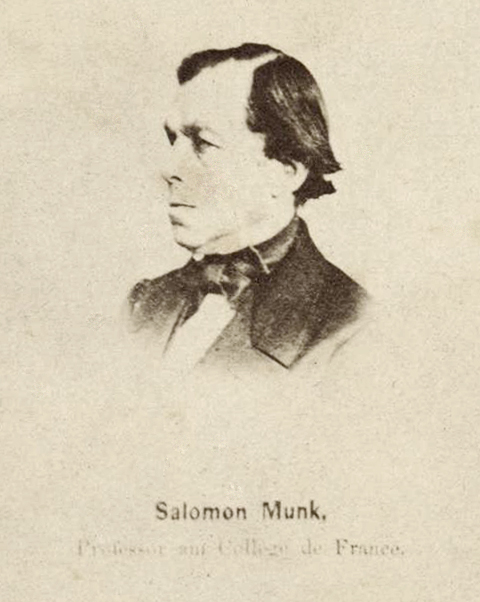
Salomon Munk

Salomon Munk (* 14. Mai 1805 in Glogau, Königreich Preußen; † 6. Februar 1867 in Paris, zweites französisches Kaiserreich) war ein deutscher Orientalist.

## Leben
Von seinem Vater Lippmann Samuel Munk, einem Amtsträger der jüdischen Gemeinde Glogau, erhielt Munk Unterricht in Hebräisch. Mit 14 Jahren wurde er Toravorleser in der Synagoge Glogau und war Schüler von Jacob Joseph Oettinger der 1801 die Glogauer Jeschiwa (Jüdische Schule) als Pädagoge für die Bibel, die hebräische Sprache und den Talmud leitete und 1816 Rabbiner von Glogau wurde. Munk studierte an den Universitäten Berlin und Bonn Philologie und orientalische Sprachen. 1831 wechselte er an die Sorbonne in Paris und setzte dort sein Studium der Orientalistik fort. Dort berief man ihn 1840 zum Kustos der orientalischen Manuskripte an der Universitätsbibliothek. Als solcher begleitete er noch in demselben Jahr Moses Montefiore und Adolphe Crémieux nach Ägypten und brachte von dieser Reise viele arabische Manuskripte mit.
1852 musste Munk wegen seiner beginnenden Erblindung seine Aufgaben an der Universität aufgeben und widmete sich fortan fast ausschließlich seinen Übersetzungen. Die Académie des Inscriptions et Belles-Lettres nahm ihn am 3. Dezember 1858 als Mitglied auf. Das Collège de France betraute Munk – als Nachfolger von Ernest Renan – 1865 mit einem Lehrauftrag. Obwohl er zu dieser Zeit bereits vollständig erblindet war, lehrte er dort als Professor für hebräische, aramäische und syrische Sprache.
Salomon Munk starb am 6. Februar 1867 im Alter von nicht ganz 62 Jahren in Paris.

## Werke (Auswahl)
als Herausgeber
- Maimonides: Guide des égarés („Führer der Unschlüssigen“). Paris 1856–66 (3 Bde.)

als Autor
- Palestine. Description géographique, historique et archéologique de ce pays et brève histoire de ses habitants hébreux et juifs (1845) (Palästina (Palestine). Geographische, historische und archäologische Beschreibung dieses Landes und kurze Geschichte seiner hebräischen und jüdischen Bewohner (franz. Orig-Ausg.: Paris 1845)), aus dem Französischen.; bearb. von M. A. Levy, 2 Bde., Leipzig 1871–1872.
- La philosophie chez les Juifs (Die Philosophie bei den Juden) (Archives Israélites, Band VIII), Paris 1850 (deutsch B. Beer, Philosophie und philosophische Schriftstellerei der Juden, Leipzig 1852).
- Le Guide des égarés (Der Führer der Verirrten), arabischer Text, französische Übersetzung, 3 Bde., Paris 1856–1865 (Nachdruck Lagrasse 1979).
- Mélanges de philosophie juive et arabe, Franck, Paris 1857/59, Nachdruck 1927 und Princeton 1980 und 1988; Online bei archive.org / Online bei Google Books / Online bei gallica.
- Réflexions sur le culte des anciens Hébreux.